# 존 랜돌프
존 랜돌프(John Randolph, 본명: Emanuel Hirsch Cohen, 1915년 6월 1일 ~ 2004년 2월 24일)는 미국의 배우이다.
뉴욕에서 태어났으며 할리우드에서 사망하였다.

## 출연 작품
- 넘 (2003년)
- 선셋 스트립 (2000년)
- 루비보다 값진 것 (1998년)
- 유브 갓 메일 (1998년) - 슈일러 폭스 역
- 실패한 성공 (1991년)
- 두 남자와 한 여자 (1990년)
- 크리스마스 대소동 (1989년)
- 프리찌스 오너 (1985년)
- 여배우 프란시스 (1982년)
- 헬 게이트 (1981년)
- 킬 미 이프 유 캔 (1977년)
- 테일 거너 조 (1977년)
- 게더링 (1977년)
- 네로 울프 (1977년)
- 수사관 스케란 (1977, Nowhere to Hide)
- 킹콩 (1976년) - 로스 선장 역
- 대지진 (1974년)
- 형사 서피코 (1973년) - 시드니 그린 반장 역
- 혹성 탈출 4 - 노예들의 반란 (1972년) - 위원장 역
- 혹성 탈출 3 - 제3의 인류 (1971년) - 조사위원회 의장 역
- 크루키드 맨 (1970년)시카고 시카고 (1969년)
- 프리티 포이즌 (1968년)
- 세컨드 (1966년)

### 텔레비전
- 늑대소년 루칸 (1977년)
- 닥터 게논 (1969년)
- 달라스 (1978년)
- 다이너스티 (1981년)
- 형사 Q (1976년)
- 보난자 (1959년)